# Рід-Пойнт (Монтана)
Рід-Пойнт (англ. Reed Point) — переписна місцевість (CDP) в США, в окрузі Стіллвотер штату Монтана. Населення — 177 осіб (2020).

## Географія
Рід-Пойнт розташований за координатами 45°42′26″ пн. ш. 109°32′50″ зх. д. / 45.70722° пн. ш. 109.54722° зх. д. (45.707086, -109.547297).  За даними Бюро перепису населення США в 2010 році переписна місцевість мала площу 1,44 км², уся площа — суходіл.

## Демографія
Згідно з переписом 2010 року, у переписній місцевості мешкали 193 особи в 86 домогосподарствах у складі 54 родин. Густота населення становила 134 особи/км².  Було 99 помешкань (69/км²).
Расовий склад населення:
| - 91,2 % — білих - 1,0 % — корінних американців |

До двох чи більше рас належало 7,8 %. Частка іспаномовних становила 4,1 % від усіх жителів.
За віковим діапазоном населення розподілялося таким чином: 19,2 % — особи молодші 18 років, 64,2 % — особи у віці 18—64 років, 16,6 % — особи у віці 65 років та старші. Медіана віку мешканця становила 48,3 року. На 100 осіб жіночої статі у переписній місцевості припадало 119,3 чоловіків;  на 100 жінок у віці від 18 років та старших — 140,0 чоловіків також старших 18 років.
Середній дохід на одне домашнє господарство  становив 64 379 доларів США (медіана — 50 833), а середній дохід на одну сім'ю — 77 765 доларів (медіана — 80 625). За межею бідності перебувало 14,7 % осіб, у тому числі 0,0 % дітей у віці до 18 років та 23,8 % осіб у віці 65 років та старших.
Цивільне працевлаштоване населення становило 122 особи. Основні галузі зайнятості: будівництво — 23,0 %, роздрібна торгівля — 15,6 %, сільське господарство, лісництво, риболовля — 14,8 %.